# Massengräber in Idrija
Auf dem Gebiet der Gemeinde Idrija  in Slowenien wurden bisher (Stand 1/2024) fünf Massengräber aus der Zeit um den Zweiten Weltkrieg gefunden.

## Idrijski Log
In Idrijski Log wurden zwei Massengräber aus der Zeit unmittelbar nach dem Zweiten Weltkrieg gefunden.
- Das Ajhar-Schachtgrab (slowenisch Grobišče Ajharjevo brezno) befindet sich nordwestlich des Dorfes. Es enthält die sterblichen Überreste von unbekannten Opfern, die Ende Mai 1945 ermordet wurden.[1]
- Das Andrejček-Schachgrab (Grobišče Andrejčkovo brezno) liegt nordöstlich der Siedlung. Es enthält die sterblichen Überreste einer unbekannten Anzahl slowenischer und italienischer Zivilgefangener, die aus Triest und Gorizia gebracht und Ende Mai oder am 13. Juni 1945 hier umgebracht wurden.[2]

## Jelični Vrh
In Jelični Vrh wurden zwei Massengräber aus der Zeit unmittelbar nach dem Zweiten Weltkrieg gefunden. Beide Gräber befinden sich südwestlich der Siedlung, entlang einer unbefestigten Straße am Anfang der Brus-Schlucht (slowenisch: Brusova grapa), auf der rechten Seite der Straße zwischen Godovič und Idrija. Sie enthalten die Überreste slowenischer Zivilisten, die im Juni 1945 ermordet wurden. Die Gesamtzahl der Opfer wird auf vier bis zehn geschätzt.
- Es wird angenommen, dass sich im Massengrab der Brus-Schlucht 1 (Grobišče Brusova grapa 1) die Leiche eines bekannten Opfers, Jože Lazar, befindet.[3]
- Das Massengrab der Brus-Schlucht 2 (Grobišče Brusova grapa 2) enthält die Überreste einer unbekannten Anzahl von Opfern.[4]

## Predgriže
In Predgriže wurde ein Massengrab aus der Zeit des Zweiten Weltkriegs gefunden.
- Das Massengrab Crow-Peak-Schachtgrab (Grobišče Brezno 2 SZ od Vranjega vrha) liegt etwa 2,5 Kilometer nördlich von Predgriže und etwa 2,5 Kilometer westlich von Godovič. Es enthält die Überreste unbekannter Opfer[5]